# Pallissa a la Figuerosa
La Pallissa a la Figuerosa és una obra de Tàrrega (Urgell) protegida com a Bé Cultural d'Interès Local.

## Descripció
Construcció rural de secció quadrangular, recolzada en un marge i estructurada a partir de parament de blocs de pedra calcària (excepte a les obertures, on és sorrenca), de mida mitjana i ben falcats amb pedra més petita. Aquest mètode constructiu permet que hi hagi poc lligam de terra, i a les cantonades, on també s'empra, s'hi han afegit blocs de pedra similars als de la resta de la pallissa. La coberta és d'un aiguavés i té les teules en bon estat amb alguns retocs amb planes de fibrociment. L'estructura és de bigues de fusta, llates, teules i algunes planxes de fibrociment. El portal és d'arc de descàrrega format a partir d'una llinda de pedra treballada i un arc adovellat de pedra. Els brancals estan formats per grans blocs de pedra sorrenca treballada i la llinda conserva la inscripció "1866". L'interior de la cabana està molt deteriorat, amb presència de runa però en un relatiu bon estat. Una de les cantonades està fumada, segurament per la presència original d'un foc a terra. L'exterior està força degradat i rodejat per la vegetació. Els elements més característics de la pallissa són els penjadors de fusta, a l'interior, i la finestra espitllera, a la paret est de l'exterior. De manera annexa, també s'observa una construcció auxiliar de pedra seca devastada i plena de vegetació.